# Matteo Gianello
Matteo Gianello (Bovolone, 7. svibnja 1976.), talijanski umirovljeni nogometni vratar. 